# صورتجلسات انجمن ریاضی آمریکا

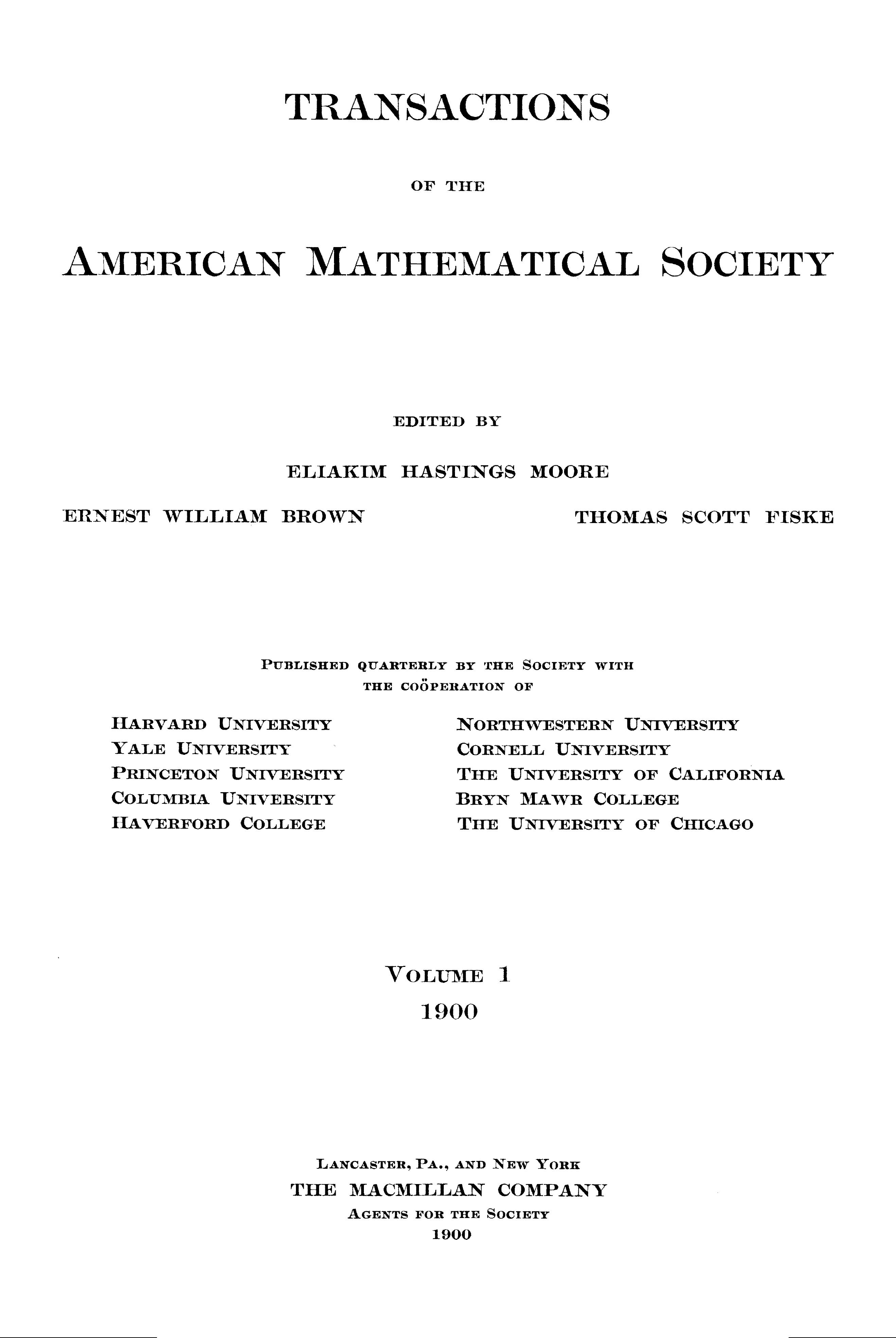
صورتجلسات

صورتجلسات انجمن ریاضی آمریکا (به انگلیسی: Transactions of the American Mathematical Society) ماهنامه ریاضیاتی با داوری همتا است که توسط انجمن ریاضی آمریکا منتشر می‌شود. این ماهنامه اولین بار در ۱۹۰۰ میلادی بنیانگذاری شد. تمام مقالات این ماهنامه باید بیش از پانزده صفحه داشته باشند.
صورتجلسات انجمن ریاضی آمریکا (به انگلیسی: Transactions of the American Mathematical Society) یکی از معتبرترین و مهم‌ترین ماهنامه‌های ریاضیاتی با داوری همتا است که توسط انجمن ریاضی آمریکا (AMS) منتشر می‌شود. این ماهنامه در سال ۱۹۰۰ میلادی برای اولین بار بنیانگذاری شد و از آن زمان تا کنون به صورت منظم منتشر شده است. هدف این ماهنامه انتشار مقالات تحقیقاتی با کیفیت بالا در تمامی زمینه‌های ریاضی است.
تاریخچه
صورتجلسات انجمن ریاضی آمریکا در سال ۱۹۰۰ میلادی تأسیس شد. انجمن ریاضی آمریکا با تأسیس این ماهنامه به دنبال ایجاد بستری بود تا محققان و دانشمندان بتوانند نتایج تحقیقات خود را در آن منتشر کنند و با جامعه ریاضی به اشتراک بگذارند. از ابتدای تأسیس، این ماهنامه با هدف انتشار مقالاتی با کیفیت بالا که تأثیرات عمیقی بر پیشرفت علم ریاضیات داشته باشند، فعالیت خود را آغاز کرد.
معیارها و فرآیند داوری
تمامی مقالاتی که برای انتشار در صورتجلسات انجمن ریاضی آمریکا ارسال می‌شوند، باید بیش از پانزده صفحه باشند و از فرآیند داوری همتا عبور کنند. داوری همتا یکی از فرآیندهای مهم در تضمین کیفیت مقالات علمی است که در آن مقالات توسط داورانی که خود از متخصصان و صاحب‌نظران در زمینه مربوطه هستند، بررسی می‌شوند. این داوران به دقت محتوای علمی، صحت نتایج، نوآوری‌ها و اهمیت مقاله را ارزیابی می‌کنند و نظرات و پیشنهادات خود را برای بهبود کیفیت مقاله ارائه می‌دهند.
زمینه‌های پژوهشی
صورتجلسات انجمن ریاضی آمریکا تمامی زمینه‌های ریاضیات را پوشش می‌دهد. این شامل موضوعاتی مانند آنالیز، جبر، توپولوژی، هندسه، ترکیبیات، نظریه اعداد، معادلات دیفرانسیل و سیستم‌های دینامیکی، ریاضیات کاربردی، و دیگر شاخه‌های مرتبط می‌شود. این تنوع زمینه‌ها نشان دهنده گستردگی و عمق ریاضیات به عنوان یک علم بنیادی است که در بسیاری از حوزه‌های علمی و صنعتی کاربرد دارد.
اهمیت و تأثیرگذاری
صورتجلسات انجمن ریاضی آمریکا به عنوان یکی از معتبرترین مجلات علمی در زمینه ریاضیات، تأثیر قابل توجهی بر پیشرفت این علم دارد. بسیاری از مقالاتی که در این ماهنامه منتشر شده‌اند، به عنوان مقالات پایه‌ای و مرجع در حوزه‌های مختلف ریاضی شناخته می‌شوند. این مجله با انتشار تحقیقات نوآورانه و نتایج مهم علمی، به رشد و توسعه دانش ریاضی کمک کرده و نقش مهمی در ارتباطات علمی بین محققان ایفا می‌کند.
فرآیند ارسال و انتشار مقالات
محققانی که قصد دارند مقالات خود را در صورتجلسات انجمن ریاضی آمریکا منتشر کنند، باید مقالات خود را از طریق سیستم ارسال مقالات آنلاین انجمن ریاضی آمریکا ارسال کنند. پس از ارسال، مقاله وارد فرآیند داوری همتا می‌شود که ممکن است چندین ماه به طول انجامد. در این فرآیند، داوران نظرات و پیشنهادات خود را برای بهبود مقاله ارائه می‌دهند و نویسندگان ممکن است نیاز به اصلاح و به‌روزرسانی مقاله خود داشته باشند. پس از تأیید نهایی، مقاله به چاپ رسیده و به صورت آنلاین و چاپی منتشر می‌شود.
دسترسی و توزیع
صورتجلسات انجمن ریاضی آمریکا به صورت چاپی و الکترونیکی منتشر می‌شود. مقالات این ماهنامه به طور گسترده‌ای در دسترس محققان، دانشگاه‌ها و موسسات تحقیقاتی در سراسر جهان قرار دارد. انجمن ریاضی آمریکا از طریق پلتفرم‌های دیجیتال خود، امکان دسترسی به مقالات را برای اعضا و مشترکین فراهم می‌کند و این مقالات در پایگاه‌های داده علمی معتبر نیز نمایه می‌شوند.
نتیجه‌گیری
صورتجلسات انجمن ریاضی آمریکا یکی از مهم‌ترین و معتبرترین ماهنامه‌های علمی در زمینه ریاضیات است که با انتشار مقالات پژوهشی با کیفیت بالا، نقش بسیار مهمی در توسعه و پیشرفت علم ریاضیات ایفا می‌کند. این ماهنامه با تاریخچه‌ای بیش از یک قرن، همچنان به عنوان یکی از منابع اصلی و مرجع در ریاضیات شناخته می‌شود و محققان و دانشمندان بسیاری از سراسر جهان نتایج تحقیقات خود را در آن منتشر می‌کنند. با فرآیند دقیق داوری همتا و تأکید بر کیفیت و نوآوری، صورتجلسات انجمن ریاضی آمریکا به عنوان یک استاندارد طلایی در نشر مقالات علمی ریاضیاتی شناخته می‌شود.